# Alexander Ludwig
Pour les articles homonymes, voir Ludwig.
Alexander Ludwig, né le 7 mai 1992 à Vancouver (Canada), est un acteur canadien. Il est notamment connu pour ses rôles de Shane Patton dans Du sang et des larmes, de Cato Hadley dans le premier volet d'Hunger Games et de Björn Côtes-de-Fer dans la série télévisée Vikings.

## Biographie
Alexander Ludwig est né le 7 mai 1992 à Vancouver (Canada). Sa mère, Sharlene, était actrice, et son père, Harald Horst Ludwig, un homme d'affaires,. 
Il a un frère et deux sœurs dont il est l’aîné : Natalie et Nicholas, qui sont jumeaux, et Sophia.

### Vie privée
Il est marié depuis 2020 à Lauren Dear, avec qui il a son premier enfant, une fille née en avril 2023. Sa femme donne naissance à leur deuxième enfant, un garçon, né en décembre 2024.  

## Carrière

### Carrière cinématographique
À neuf ans, il obtient un rôle en tant que caméo dans la campagne mondiale de publicité pour Harry Potter et participe pour la première fois au téléfilm dramatique Air Bud 3 même si son nom n'apparaît pas sur le générique. Dans son pays natal, il prête la voix d'un personnage dans un film d'animation et tourne trois autres films entièrement inédits en France.
C'est en 2007 qu'il est présent tout au long du film Les Portes du temps de David L. Cunningham où il tient un rôle principal Will Stanton et, deux ans plus tard, il est un jeune extraterrestre dans un remake du même titre La Montagne ensorcelée d'Andy Fickman aux côtés de Dwayne Johnson et de AnnaSophia Robb, sa sœur dans le film.
En 2012, il décroche le rôle de Cato dans Hunger Games de Gary Ross aux côtés de Jennifer Lawrence, Josh Hutcherson et Liam Hemsworth. L'année suivante, il apparaît dans les films Copains pour toujours 2 et Du sang et des larmes.
Entre 2014 et 2021, il interprète Björn Côtes-de-Fer adulte dans la série Vikings.

### Carrière dans la chanson
Son premier single Liv It Up (Teenage Wasteland) est sorti le 1er mars 2012.
Il a sorti un deuxième single le 23 janvier 2020 du nom de Let me be your whiskey.
En 2021, il sort un EP intitulé Alexander Ludwig composé de cinq titres. 

## Filmographie

### Cinéma
- 2004 : MXP : Mon extrême primate (MXP : Most Xtreme Primate) de Robert Vince : Un enfant
- 2005 : Eve and The Fire House de Julia Kwan : Kevin
- 2007 : Les Portes du temps (The Seeker : The Dark Is Rising) de David L. Cunningham : Will Stanton
- 2007 : The Sandlot : Heading Home de William Dear : E. J. Needman
- 2009 : La Montagne ensorcelée (Race to Witch Mountain) d'Andy Fickman : Seth
- 2012 : Hunger Games (The Hunger Games) de Gary Ross : Cato
- 2013 : Du sang et des larmes (Lone Survivor) de Peter Berg : Shane Patton
- 2013 : Copains pour toujours 2 (Grown Ups 2) de Dennis Dugan : Braden Higgins
- 2014 : When the Game Stands Tall de Thomas Carter : Chris Ryan
- 2015 : Final Girl : La Dernière Proie (Final Girl) de Tyler Shields : Jameson
- 2015 : Scream Girl (The Final Girls) de Todd Strauss-Schulson : Chris Briggs
- 2016 : Viens avec moi (Blackway) de Daniel Alfredson : Nate
- 2019 : Midway de Roland Emmerich : le lieutenant Roy Pearce
- 2019 : Ennemi invisible (Recon) de Robert David Port : le caporal Marson
- 2020 : Bad Boys for Life d'Adil El Arbi et Bilall Fallah : Dorn
- 2020 : Un Noël tombé du ciel (Operation Christmas Drop) de Martin Wood : Capitaine Andrew Jantz
- 2021 : Night Teeth d'Adam Randall : Rocko
- 2021 : Heart of Champions de Michael Mailer : Alex
- 2021 : National Champions de Ric Roman Waugh : Emmett Sunday
- 2023 : The Covenant de Guy Ritchie : sergent Declan O'Brady
- 2024 : Bad Boys: Ride or Die d'Adil El Arbi et Bilall Fallah : Dorn
- 2025: Marked men: Rule and Shaw

### Télévision

#### Séries télévisées
- 2014 - 2021 : Vikings : Bjorn "Côtes-de-Fer" Lothbrok
- 2017 : Swerve : Dr. Delucchi
- 2021 : Heels : Ace Spade

#### Téléfilms
- 2005 : Scary Godmother: The Revenge of Jimmy d'Ezekiel Norton : Jimmy (voix)
- 2006 : A Little Thing Called Murder de Richard Benjamin : Kenny Kimes jeune

## Vidéo clip
- The Band Perry - Gentle On My Mind
- Nicki Minaj - Super Freaky Girl

## Distinctions
- 2012 : MTV Movie Awards du meilleur Combat pour Hunger Games
- 2012 : Teen Choice Awards du meilleur méchant pour Hunger Games

## Voix françaises
En France, Alexander Ludwig a été doublé par plusieurs comédiens, néanmoins Donald Reignoux à trois reprises.
- Donald Reignoux dans
  - Vikings (série télévisée)
  - Du sang et des larmes
  - Night Teeth
- Martin Faliu dans :
  - Bad Boys for Life
  - Bad Boys: Ride or Die

### Et aussi
- Julien Crampon dans Les Portes du temps
- Thomas Sagols dans La Montagne ensorcelée
- Maxime Baudouin dans Hunger Games
- Jérémie Bédrune dans Midway
- Nicolas Dussaut dans Un Noël tombé du ciel
- Sébastien Hébrant dans Heels (série télévisée)
- Jean-Christophe Dollé dans The Covenant : Mission en Afghanistan